# Rio Tinto (ort i Brasilien, Paraíba, Rio Tinto)
Rio Tinto är en ort i Brasilien.   Den ligger i kommunen Rio Tinto och delstaten Paraíba, i den östra delen av landet, 1 700 km nordost om huvudstaden Brasília. Rio Tinto ligger 35 meter över havet och antalet invånare är 11 804.
Terrängen runt Rio Tinto är platt. Närmaste större samhälle är Mamanguape, 6,4 km sydväst om Rio Tinto.
Omgivningarna runt Rio Tinto är en mosaik av jordbruksmark och naturlig växtlighet. Runt Rio Tinto är det ganska glesbefolkat, med 47 invånare per kvadratkilometer.